# 内藤学
内藤 学（ないとう まなぶ、1960年1月9日 - ）は、日本の実業家。水戸ヤクルト販売代表取締役社長、ヤクルト本社取締役、水戸商工会議所会頭、茨城県商工会議所連合会会長、水戸みやぎん寄席の席亭を務める。

## 来歴
1960年に生まれ、高校まで水戸市で暮らす。県立水戸第一高校在学中は落語研究会の部長を務めた。早稲田大学を卒業後、1983年4月に電通に入社。1987年4月にヤクルト本社に入社したのち、1989年7月に、父が設立した水戸ヤクルト販売の取締役となる。1995年8月、電通九州に入社。2008年5月に水戸ヤクルト販売専務取締役、2010年5月には同社代表取締役社長に就任した。 2022年6月よりヤクルト本社取締役を務める。
2020年度から2021年度にかけて水戸ロータリークラブ会長、2022年11月1日より水戸商工会議所会頭、同12月より茨城県商工会議所連合会会長を務める。

## 人物
趣味は落語・ゴルフ・ロードバイクで、高校の落研時代より「好文亭文文」の高座名を名乗り、コロナ禍までは社会人落語家としてたびたび高座に上がった。
商工会の仲間との、「水戸の街の地域おこしや、大人が楽しめる健全な場として寄席があるといい」との話が実現に向けて動き出し、運営母体となる「一般社団法人まちコンテンツ共創協会」を設立。水戸駅北口の水戸東照宮に隣接する宮下銀座商店街の一角に、北関東3県で唯一の常設寄席となる「水戸みやぎん寄席」が2022年9月に開場した。内藤は席亭と、同協会の理事を務める。